# Vladimir Filippov
Pour les articles homonymes, voir Filippov.
Vladimir Mikhaïlovitch Filippov (en russe : Владимир Михайлович Филиппов), né le 15 avril 1951 à Ourioupinsk (URSS), est un homme politique russe.
Il est recteur de l’université russe de l'Amitié des Peuples, docteur en sciences physiques et mathématiques, professeur, ancien ministre et académicien de l'Académie de l'éducation de Russie.

## Biographie

### Enfance et formation
Vladimir Filippov est né le 15 avril 1951 dans la ville d'Ourioupinsk.

En 1968, il entre à l'Université de l’amitié des peuples. Il participe à la modernisation de l'établissement à la fin des années 1980.

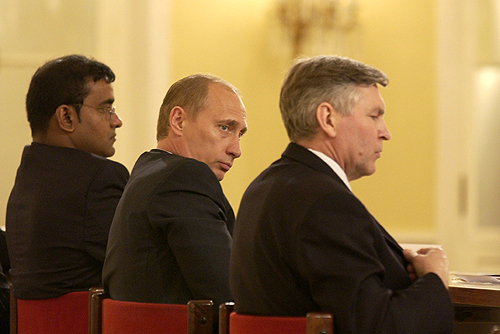
Vladimir Poutine et Vladimir Filippov, le 14 mai 2003.

## Distinctions
- Grand officier de l'ordre de la Couronne
- Chevalier de la Légion d'honneur